# Јекла
Јекла (шп. Yecla) град је у Шпанији у аутономној заједници Регион Мурсија. Према процени из 2017. у граду је живело 34 037 становника.

## Становништво
Према процени, у граду је 2017. живело 34 037 становника.
| 2017.  |
| ------ |
| 34.037 |